# Acropogon domatifer
Acropogon domatifer är en malvaväxtart som beskrevs av P. Morat. Acropogon domatifer ingår i släktet Acropogon och familjen malvaväxter. Inga underarter finns listade i Catalogue of Life.